# Neomenia dalyelli
Neomenia dalyelli is een Solenogastressoort uit de familie van de Neomeniidae. De wetenschappelijke naam van de soort is voor het eerst geldig gepubliceerd in 1877 door Koren & Danielssen.